# ISO 3166-2:TD

Provinzen im Tschad

Die Liste der ISO-3166-2-Codes für den Tschad enthält die Codes für die 23 Provinzen.

Die Codes bestehen aus zwei Teilen, die durch einen Bindestrich voneinander getrennt sind. Der erste Teil gibt den Landescode gemäß ISO 3166-1 (für den Tschad TD), der zweite den Code für die Provinz wieder.
Die aktuellen Codes stehen auf der Seite der ISO unter #iso:code:3166:TD zur Verfügung.

| Provinz            | Code  |
| ------------------ | ----- |
| Batha              | TD-BA |
| Barh El Gazel      | TD-BG |
| Borkou             | TD-BO |
| Chari-Baguirmi     | TD-CB |
| Ennedi Est         | TD-EE |
| Ennedi Ouest       | TD-EO |
| Guéra              | TD-GR |
| Hadjer-Lamis       | TD-HL |
| Kanem              | TD-KA |
| Lac                | TD-LC |
| Logone Occidental  | TD-LO |
| Logone Oriental    | TD-LR |
| Mandoul            | TD-MA |
| Moyen-Chari        | TD-MC |
| Mayo-Kebbi Est     | TD-ME |
| Mayo-Kebbi Ouest   | TD-MO |
| Ville de N’Djamena | TD-ND |
| Wadai              | TD-OD |
| Salamat            | TD-SA |
| Sila               | TD-SI |
| Tandjilé           | TD-TA |
| Tibesti            | TD-TI |
| Wadi Fira          | TD-WF |